# 安見勝之
安見 勝之（やすみ かつゆき）は、安土桃山時代から江戸時代初期にかけての武将、砲術家。豊臣氏、戸田氏の家臣。のち加賀藩士。安見流砲術の祖・安見右近丞一之と同一人物であると考えられる。

## 略歴
河内国交野郡の白壁城主、安見右近信国の子として生まれたとされる。信国は松永久秀に誘殺されたとされており、久秀に呼び出され自害した交野城主・安見右近を指すと考えられる。勝之の生年は不明だが、右近には元亀2年（1571年）に生まれた嫡男がおり、これが勝之である可能性がある。
勝之ははじめ豊臣秀吉に仕え、秀吉に背いて殺されそうになるところを砲術の腕を惜しまれ、天正15年（1587年）に伊予国に入部した戸田勝隆に預けられることになったという。このとき秀吉から5,000石、勝隆から3,000石を与えられ、伊予国宇和郡の河後森城に入った。
一方加賀に伝わる話では、秀吉に仕えて伊予国宇摩郡で一万石を領したとされる。
慶長3年（1598年）11月、勝之と同一人物とみられる安見右近丞一之が、山内一豊に安見流砲術の秘伝書を授けた。
この後、慶長5年（1600年）の関ヶ原の戦いで勝之は牢人となり、加賀で前田利長に仕えて6,000石を与えられた。
勝之が没すると子の元勝が跡を継ぐ。元勝は田付宗鑑、稲富伊賀と並ぶ鉄砲の名人として知られ、与力を含め14,000石を知行するに至るが、のち配流されることとなった。